# Ricardo Bocanegra
Ricardo Roberto Bocanegra Vega (ur. 3 maja 1989 w Las Vegas) – meksykański piłkarz z obywatelstwem amerykańskim występujący na pozycji środkowego pomocnika.

## Kariera klubowa
Bocanegra urodził się w amerykańskim mieście Las Vegas, w stanie Nevada. Jego rodzice są narodowości meksykańskiej i miesiąc po przyjściu na świat Ricardo przenieśli się razem z nim do meksykańskiego miasta La Paz. W wieku dwunastu lat zawodnik przeprowadził się do Guadalajary, gdzie dołączył do akademii juniorskiej tamtejszego zespołu Chivas de Guadalajara. Pięć lat później został graczem rywala zza miedzy Chivas, ekipy Club Atlas. Do seniorskiej drużyny został włączony przez argentyńskiego szkoleniowca Carlosa Ischię i w meksykańskiej Primera División zadebiutował 7 sierpnia 2010 w przegranym 0:1 meczu z Necaxą. W pierwszym składzie zespołu zaczął pojawiać się regularnie dopiero rok później, podczas kadencji trenera Rubéna Omara Romano. Pierwszego gola w najwyższej klasie rozgrywkowej strzelił 24 września 2011 w przegranej 2:3 konfrontacji z Atlante. W jesiennym sezonie Apertura 2013 dotarł z Atlasem do finału krajowego pucharu – Copa MX.
| Sezon     | Klub       | Kraj   | Rozgrywki | Mecze | Bramki |
| --------- | ---------- | ------ | --------- | ----- | ------ |
| 2010/2011 | Club Atlas | Meksyk | Liga MX   | 1     | 0      |
| 2011/2012 | Club Atlas | Meksyk | Liga MX   | 23    | 2      |
| 2012/2013 | Club Atlas | Meksyk | Liga MX   | 23    | 0      |
| 2013/2014 | Club Atlas | Meksyk | Liga MX   |       |        |

## Kariera reprezentacyjna
W 2011 roku Bocanegra został powołany przez szkoleniowca Luisa Fernando Tenę do reprezentacji Meksyku U-23 na Igrzyska Panamerykańskie w Guadalajarze. Tam pełnił rolę podstawowego zawodnika swojej drużyny i rozegrał w jej barwach pięć spotkań, z czego cztery w wyjściowej jedenastce, nie zdobywając bramki. Jego drużyna, pełniąca wówczas rolę gospodarzy, wygrała ostatecznie rozgrywki, zdobywając złoty medal na męskim turnieju piłkarskim.